# Wolfgang Römer
Wolfgang Römer (* 11. Juni 1936 in Düsseldorf) war von 1990 bis 2001 Richter am Bundesgerichtshof.

## Leben
Nach Abschluss seiner Schulausbildung begann Römer zunächst im Jahre 1951 eine kaufmännische Lehre. 1954 absolvierte er die Prüfung zum Kaufmannsgehilfen. Im Anschluss hieran war Römer bis 1961 als Kaufmann tätig, ehe er auf dem zweiten Bildungsweg 1965 auf einem Abendgymnasium das Abitur ablegte und hiernach das Studium der Rechtswissenschaften aufnahm. Nach dessen Beendigung trat Römer 1974 in den Justizdienst des Landes Nordrhein-Westfalen ein und wurde 1977 zum Richter auf Lebenszeit ernannt. Er wurde sodann, unterbrochen von einer dreijährigen Abordnung als wissenschaftlicher Mitarbeiter an den Bundesgerichtshof, als Richter am Landgericht Düsseldorf und – nach seiner 1982 erfolgten Ernennung zum Richter am Oberlandesgericht – auch am Oberlandesgericht Düsseldorf tätig.
1990 wurde Römer zum Richter am Bundesgerichtshof ernannt. Das Präsidium wies ihn dem IV. Zivilsenat zu, dem er während seiner gesamten Zeit beim Bundesgerichtshof angehörte. Am 30. Juni 2001 trat Römer in den Ruhestand ein.
Vom 1. Oktober 2001 bis 31. März 2008 war Wolfgang Römer Ombudsmann für Versicherungen; seit 1. April 2008 ist sein Nachfolger Günter Hirsch.

## Veröffentlichungen (Auswahl)
- Die Grenzen des Monopols der gesetzlichen Unfallversicherung (= Beiträge zur Sozialpolitik und zum Sozialrecht, Bd. 7). Erich Schmidt, Berlin 1990, ISBN 3-503-02872-2 (= Dissertation Universität Mannheim).
- Höchstrichterliche Rechtsprechung zur Sachversicherung. 2. Aufl. VVW, Karlsruhe 1994, ISBN 3-88487-425-X.
- Versicherungsvertragsrecht. Neue höchstrichterliche Rechtssprechung. 7. Aufl. RWS-Verl. Kommunikationsforum, Köln 1997, ISBN 3-8145-6074-4.
- Die Informationspflicht der Versicherer, unter besonderer Berücksichtigung der Krankenversicherung. Verlag Versicherungswirtschaft, Karlsruhe 1998, ISBN 3-88487-743-7.
- Versicherungsrecht – gestern, heute und morgen. VVW, Karlsruhe 2008, ISBN 978-3-89952-404-8.
- (mit Theo Langheld u. Roland Rixecker): Versicherungsvertragsgesetz mit VVG-Informationspflichtenverordnung. Kommentar. 4. Aufl. Beck, München 2014, ISBN 978-3-406-65248-6.